# Gradi della Legione romana

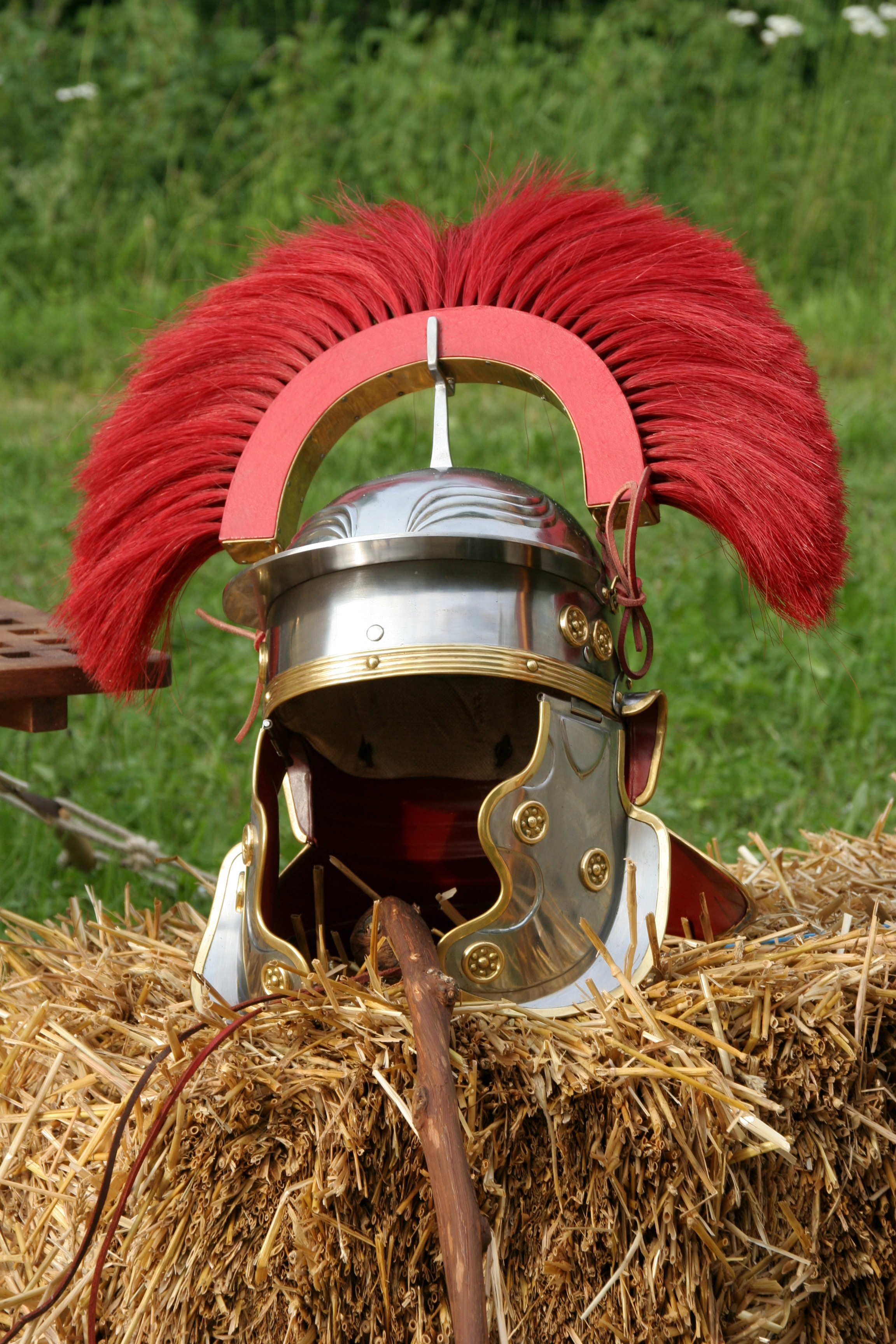
Una ricostruzione moderna di un elmo gallico imperiale di tipo H da centurione. Caratterizzato dal ventaglio rosso in crine di cavallo, simbolo del grado militare e degli ufficiali romani nella cultura di massa.

Le legioni romane, strutture militari appartenenti all'Esercito romano erano dotate di una gerarchia militare interna, molto innovativa per l'epoca, che si evolse nel corso della Storia romana.

## Gradi della Legione romana nell'età regia
Non si sa quale sia le gerarchia che separava i soldati dai centurioni (dopo la riforma serviana dell'esercito romano), ma indubbiamente esistevano dei sottufficiali.

### Legione di cittadini
- Rex
- Legatus
- Tribuno militare
- Tribuno celerum
- centurione/Decurione (Per la cavalleria)
- Miles (hastati-principes-triarii e velites)
- Veterano

### Truppe ausiliarie
- Praefectus sociorum
- Centurione
- Sottufficiali
- Auxilia

## Gradi della Legione romana nell'età repubblicana

### Legione di cittadini
- Legatus legionis
- Tribuni militari (6, tra cui 1 tribuno laticlavio e 5 tribuni angusticlavi)
- Centurioni priores
- Centurioni posteriores
- Principales
- Immunes
- Legionario romano  (hastati-principes-triarii e velites [annullati con la Riforma mariana dell'esercito romano])

### Truppe ausiliarie
- Praefectus sociorum
- Praefectus alae
- Centurione
- Principales
- Immunes
- Auxilia

## Gradi della Legione romana nell'età alto imperiale

### Legione di cittadini
- Legatus legionis/Praefectus legionis
- Tribuno laticlavio
- Praefecti (Praefectus castrorum, Praefectus fabrum, Prefetto di coorte, Praefectus alae)
- Tribuno angusticlavio
- Tribuno militare di cavalleria
- Centurioni
- Principales
- Immunes
- Legionario romano

### Truppe ausiliarie
Con la Riforma augustea dell'esercito romano fu creata la coorte peditata e equitata
- Praefectus cohortis ( Coorte peditata e Coorte equitata)
- Praefectus sociorum
- Praefectus alae (Comandante della Coorte equitata)

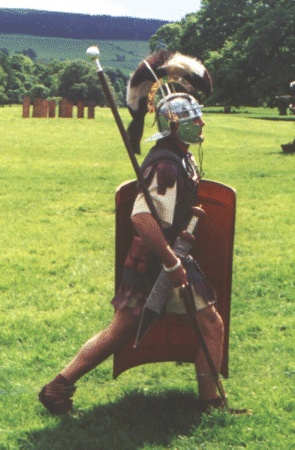
Un Optio romano alto-imperiare. Questa qualifica apparteneva al gruppo dei Principales i sottufficiali della Legione romana

- Centurione
- Principales
- Immunes
- Auxilia

## Gradi della Legione romana nell'età basso imperiale
- Praefectus legionis
- Tribuno militare
- ducenarius
- centenarius protector
- centenarius ordinarius
- centenarius ordinatus
- campidoctor
- semissalis (aquilifer • imaginifer • cornicularius • signifer • vexillifer • tubicen • cornicen • bucinator • beneficiarius • medicus • tesserarius • evocatus)
- Eques
- Pedes (architectus • ballistarius • custos armorum • frumentarius • librarius legionis • mensor • speculator)

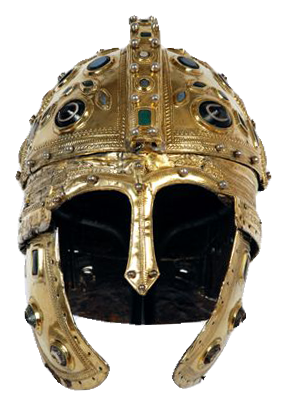
Elmo di tipo Berkasovo 1 conservato a Novi Sad. Questa tipologia di elmi decorati con pietre colorate era riservata agli ufficiali della legione.

- Tiro (recluta)

## Gradi superiori al comandante di legione

### Età regia
La legione costituiva l'esercito e pertanto il comandante era il Re di Roma

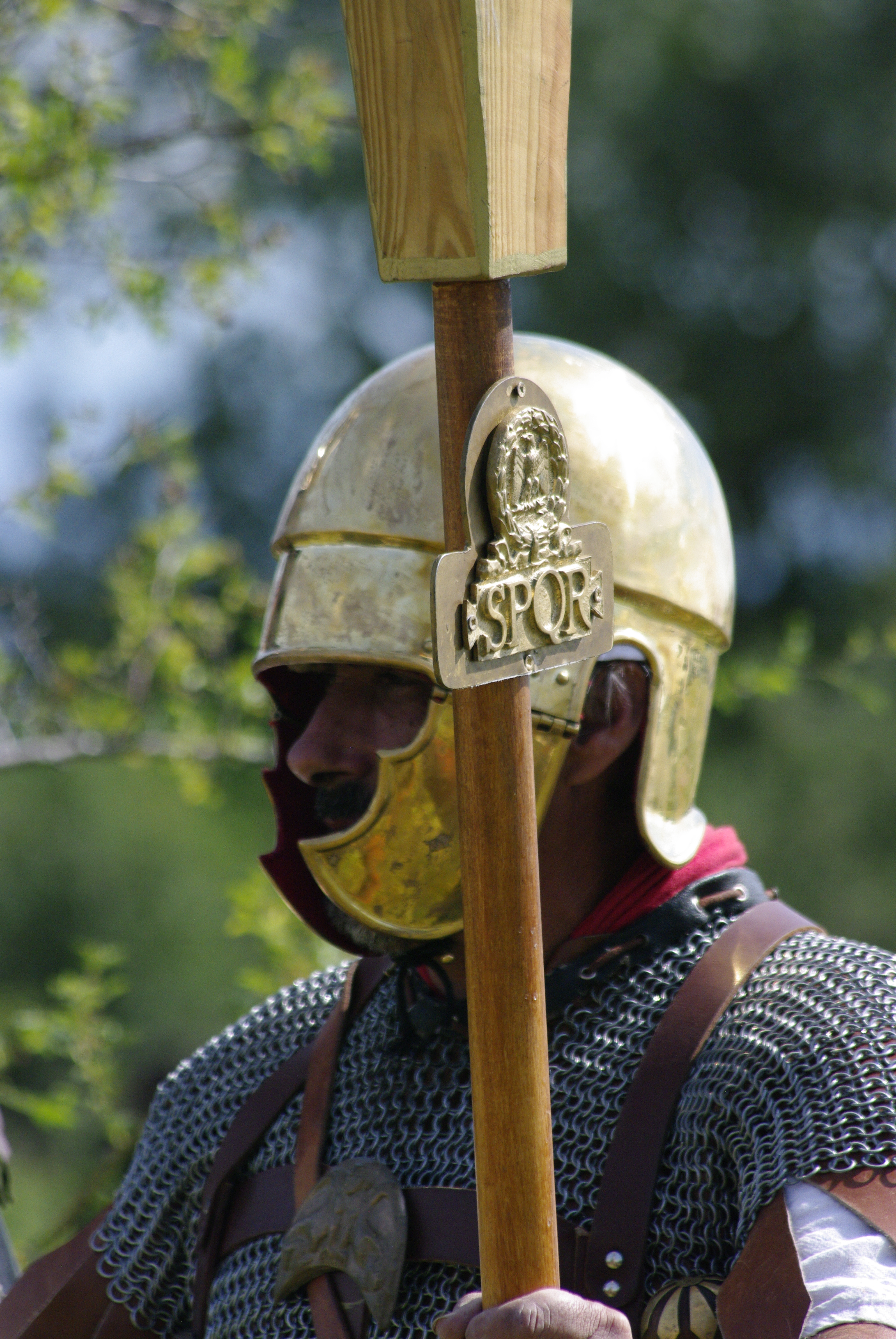
Aquilifero del tempo della Tarda repubblica romana. Apparteneva alla categoria dei principales, ed era un soldato distinto e meritevole di poter portare l'insegna della legione.

### Età repubblicana
- Console (magistratura suprema)
- Proconsole (magistrato provinciale)
- Propretore (magistrato provinciale)
- Pretore
- Edile (in alcuni casi)
- Questore (nel settore economico)
- Dux

### Età alto imperiale
- Imperatore romano (capo assoluto)
- Console (magistratura importante, vice imperatore)
- Proconsole (magistrato provinciale)
- Propretore (magistrato provinciale)
- Pretore
- Edile (in alcuni casi)
- Questore (nel settore economico)
- Legatus Augusti pro praetore
- Comes (da Marco Aurelio)
- Dux

### Età basso imperiale

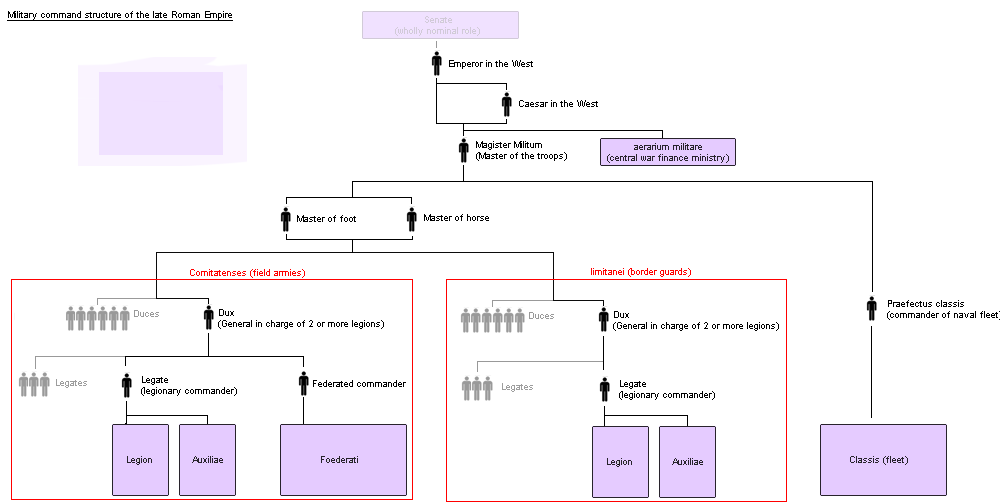
La struttura di comando dell'esercito tardo-imperiale, con ruoli separati tra il magister equitum e il magister peditum al posto del successivo ruolo complessivo di magister militum (per il comando dell'armata dell'Impero Romano d'Occidente

Dopo le riforme di Diocleziano e Costantino I il comando militare passo ai Magister militum, e ai magistrati più importanti, il generale comandante il capo rimase l'imperatore romano, questo solo per legge, ma di fatto dopo l'epoca di Maggioriano gli imperatori erano nominati dai generali barbari e ad essi passò il comando dell'armata imperiale.
L'organizzazione della catena di comando cambiò notevolmente,  nel V secolo e nel VI secolo le Legioni erano affidate a prefetti, a sua volta controllati dai duces, subalterni ai comites (per le frontiere), mentre i gradi più alti erano i vari magistri militum.

Struttura dell'alto comando militare nell'esercito romano-orientale nel ca. 395. Comandi e dimensioni dell'esercito basati sulle informazioni fornite dalla Notitia Dignitatum Orientis. I magistri militum orientali, al comando dei comitatus, erano direttamente dipendenti all'Imperatore. I Duces sono mostrati come dipendenti al loro diocesano magister militum, come suggerito da Jones ed Elton. Le ubicazioni date indicano usuali quartieri invernate in questo periodo.